# ムン・ジョンウォン (バレーボール)
ムン・ジョンウォン（ハングル:문정원、ラテン翻記:Moon Jung-Won、女性、1992年3月24日 -）は、大韓民国のプロバレーボール選手。韓国Vリーグの韓国道路公社ハイパスに所属している。

## 来歴
小学校では陸上競技選手（100m走、200m走）であったが、小学6年次にバレーボールを始めた。松源女子商業高校（韓国語版）へ入学したがバレーボール部廃部に伴い、木浦女子商業高校（韓国語版）に転校している。
サウスポーであることに加えて、サージャントジャンプ57cmの豊かなジャンプ力で注目を集めたが、2011年8月29日に開催されたVリーグドラフト会議では、練習生同然の2巡目4番で韓国道路公社ハイパスジェニスに指名されて入団した。ジョンウォンは後のインタビューで「指名されないだろうと思っていた」と語っている。
いざチームに入団したもののVリーグの壁は厚く、ジョンウォンと同じライトポジションは外国人選手の指定席で、時たまリリーフサーバーで登場する程度で2011年から2014年までの3シーズンで17試合26セットに出場したに留まり、ジョンウォンは引退の危機に晒された。
「2014/15シーズンを最後に」と心に決めたジョンウォンは、得意であったスパイクサーブに磨きをかけ、2014年のKOVOカップではチームのベストスコアラーに躍り出た。2014/15シーズンが始まり、チームは連敗スタートした。ベテランリベロのキム・ヘランの具申を受け、ソ・ナムウォン監督は2014年11月8日の試合からオポジットのニコル・フォーセットをレフトに回して、レセプションアタッカーとしてジョンウォンを先発でライトに起用した。この起用が功を奏し、安定したレセプションと何より威力抜群のスパイクサーブによりレギュラーの座を射止めた。2015年1月のオールスター戦に出場したジョンウォンは88km/hのサーブを放ち「サーブクイーン」の称号を奉られた。また27試合連続サービスエースのVリーグ新記録をマークした。
道路公社は首位に躍り出て、ジョンウォンはレギュラーラウンド第4ラウンドのMVPに選出された。チームはレギュラーラウンドで10シーズンぶりとなる首位となり、チャンピオン決定戦でIBK企業銀行に敗れたものの見事に準優勝となり、ジョンウォンは大きな貢献を果たした。個人記録では、サーブ賞争いでポリーナ・ラヒモワと終盤までデッドヒートを演じ2位に甘んじたものの、歴代韓国人プレーヤーで最高の0.560本/セットをマークした。
2015年8月、練習試合中にバックアタックの着地に失敗し、右膝十字靱帯断裂の重傷を負った。同年10月23日に登録抹消され、2015/16シーズンは欠場を余儀なくされた。

## 球歴
ジュニア代表
- 2011年 - 世界ジュニア選手権（14位）

シニア代表
- 2012年 - 第3回AVCカップ（6位）

## 所属チーム
- 松原中学（韓国語版）
- 松源女子商業高校（韓国語版）
- 木浦女子商業高校（韓国語版）
- 韓国道路公社ハイパス （2011年-）

## 受賞歴
- 2011年 - 全国バレーボール選手権 サーブ賞
- 2014/15 Vリーグオールスター戦 スパイクサーブ女子部 1位
- 2014/15 Vリーグレギュラーラウンド第4ラウンド MVP

## 個人成績
- 記録
  - リーグ戦 1試合の最多得点 20点（スパイク16点、サービスエース 4点）… 2014年12月10日に達成
  - Vリーグ サービスエース記録最多連続試合数 27試合 … 2014/15シーズン
  - 1シーズンのセット当たりサービスエース数 0.560本/set（歴代3位、韓国人選手としては歴代1位） … 2014/15シーズン[10]

- 韓国Vリーグレギュラーラウンドにおける個人成績は下記の通り[1]。

| シーズン | 所属         | 出場 | 出場   | アタック | アタック | アタック | アタック | ブロック | ブロック | サーブ | サーブ | サーブ | サーブ | レセプション | レセプション | 総得点 | 備考 |
| -------- | ------------ | ---- | ------ | -------- | -------- | -------- | -------- | -------- | -------- | ------ | ------ | ------ | ------ | ------------ | ------------ | ------ | ---- |
| シーズン | 所属         | 試合 | セット | 打数     | 得点     | 決定率   | 効果率   | 決定     | /set     | 打数   | エース | /set   | 効果率 | 受数         | 成功率       | 総得点 | 備考 |
| 2011/12  | 韓国道路公社 | 11   | 20     | 6        | 1        | 16.7%    | %        | 0        | 0.00     | 25     | 2      | 0.1    | %      |              | %            | 3      |      |
| 2012/13  | 韓国道路公社 | 4    | 4      | 6        | 1        | 16.7%    | %        | 1        | 0.25     | 6      | 0      | 0.00   | %      |              | %            | 2      |      |
| 2013/14  | 韓国道路公社 | 2    | 2      | 12       | 1        | 8.3%     | %        | 0        | 0.00     | 4      | 3      | 1.5    | %      |              | %            | 4      |      |
| 2014/15  | 韓国道路公社 | 28   | 100    | 470      | 187      | 39.8%    | %        | 12       | 0.12     | 386    | 56     | 0.56   | %      |              | %            | 255    |      |
| 2015/16  | 韓国道路公社 | 0    | 0      | 0        | 0        | 0.0%     | %        | 0        | 0.0      | 0      | 0      | 0.0    | %      |              | %            | 0      |      |